# مغان (محافظة)

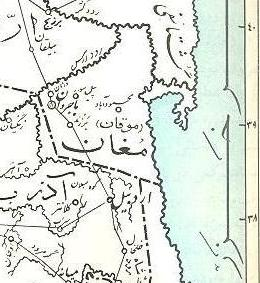
ولاية مغان في الخلافة العباسية

مغان كانت إحدى ولايات الخلافة العباسية في أذربيجان الإيرانية الحالية. وكانت عاصمتها بجروان. ومن المدن الأخرى المهمة فيها: بزرند، وبلسوار، ومحمود آباد، ودزمن. كانت مغان تقع غرب بحر قزوين وجنوب نهر أراس، وتضم منطقة السهول التي تحمل الاسم نفسه [الإنجليزية]
.